# Paris-Roubaix 2007
La 105e édition de la course cycliste Paris-Roubaix a eu lieu le 15 avril 2007 et a été remportée pour la première fois par un Australien, Stuart O'Grady. La course, longue de 259 km, est partie de Compiègne et comptait 28 secteurs pavés pour 52,7 km. Les conditions climatiques étaient exceptionnellement chaudes pour un mois d'avril (record de température de 27,9 °C relevés dans la métropole lilloise par Météo France).
Parmi les coureurs engagés se trouvaient 6 vainqueurs des précédentes éditions du Paris-Roubaix : Frédéric Guesdon, Servais Knaven, Peter van Petegem, Magnus Bäckstedt, Tom Boonen et Fabian Cancellara.
Stuart O'Grady, coéquipier du vainqueur 2006 Fabian Cancellara à la CSC, remporte cette édition en étant parti très tôt dans une échappée matinale. Les meilleurs n'arriveront jamais à le rattraper. Il devance finalement un groupe de quatre coureurs, Juan Antonio Flecha et Steffen Wesemann, arrivés à 52 s du vainqueur, complètent le podium.
Le premier Français, Stéphane Poulhiès, de l'équipe AG2R Prévoyance, arrive en 22e position à 5 min 04 s du vainqueur.

## Présentation

### Parcours
Long de 259,5 kilomètres, le parcours de ce 105e Paris-Roubaix part de Compiègne pour arriver au vélodrome de Roubaix. Il comprend 28 secteurs pavés dont la distance cumulée est de 52,7 kilomètres.
| Secteur | Kilomètre | Localisation                              | Longueur | Difficulté |
| ------- | --------- | ----------------------------------------- | -------- | ---------- |
| 28      | 98        | Troisvilles > Inchy                       | 2 200 m  | 03         |
| 27      | 104,5     | Viesly > Quiévy                           | 1 800 m  | 03         |
| 26      | 107       | Quiévy > Saint-Python                     | 3 700 m  | 04         |
| 25      | 112       | Saint-Python                              | 1 500 m  | 02         |
| 24      | 119,5     | Vertain > Saint-Martin-sur-Écaillon       | 1 900 m  | 03         |
| 23      | 126,5     | Capelle-sur-Écaillon > Le-Buat            | 1 700 m  | 03         |
| 22      | 138       | Verchain-Maugré > Quérénaing              | 1 600 m  | 03         |
| 21      | 141       | Quérénaing > Maing                        | 2 500 m  | 03         |
| 20      | 144       | Maing > Monchaux-sur-Écaillon             | 1 600 m  | 03         |
| 19      | 155,5     | Haveluy > Wallers                         | 2 500 m  | 04         |
| 18      | 163,5     | Trouée d'Arenberg                         | 2 400 m  | 05         |
| 17      | 170       | Wallers > Hélesmes                        | 1 600 m  | 04         |
| 16      | 176,5     | Hornaing > Wandignies-Hamage              | 3 700 m  | 03         |
| 15      | 184       | Warlaing > Brillon                        | 2 400 m  | 04         |
| 14      | 187,5     | Tilloy-lez-Marchiennes > Sars-et-Rosières | 2 400 m  | 03         |
| 13      | 194       | Beuvry-la-Forêt > Orchies                 | 1 400 m  | 03         |
| 12      | 198,5     | Orchies                                   | 1 700 m  | 03         |
| 11      | 205       | Auchy-lez-Orchies > Bersée                | 1 200 m  | 02         |
| 10      | 210,5     | Mons-en-Pévèle                            | 3 000 m  | 05         |
| 9       | 216,5     | Mérignies > Pont-à-Marcq                  | 700 m    | 02         |
| 8       | 219,5     | Pont-Thibaut > Ennevelin                  | 1 400 m  | 03         |
| 7-2     | 225       | Templeuve (L'Épinette)                    | 200 m    | 01         |
| 7-1     | 225,5     | Templeuve (Moulin-de-Vertain)             | 500 m    | 02         |
| 6-2     | 232       | Cysoing > Bourghelles                     | 1 300 m  | 04         |
| 6-1     | 234,5     | Bourghelles > Wannehain                   | 1 100 m  | 04         |
| 5       | 239       | Camphin-en-Pévèle                         | 1 800 m  | 04         |
| 4       | 242       | Carrefour de l'Arbre                      | 2 100 m  | 05         |
| 3       | 244       | Gruson                                    | 1 100 m  | 02         |
| 2       | 251       | Hem                                       | 1 400 m  | 01         |
| 1       | 257       | Roubaix                                   | 300 m    | 01         |
| Total   | Total     | Total                                     | 52 700 m | 52 700 m   |

### Équipes
Paris-Roubaix figure au calendrier de l'UCI ProTour 2007.
On retrouve un total de 24 équipes au départ, 19 faisant partie du ProTour, la première division mondiale, et les cinq dernières des équipes continentales, la seconde division mondiale.
| ProTeams (19)- CSC - Quick Step-Innergetic - Lampre-Fondital - Rabobank - La Française des jeux - T-Mobile - Predictor-Lotto - Cofidis-Le Crédit par Téléphone - Team Milram - Bouygues Telecom - Discovery Channel - Liquigas - Caisse d'Épargne - Gerolsteiner - Crédit agricole - AG2R Prévoyance - Saunier Duval-Prodir - Euskaltel-Euskadi - Astana Équipes continentales professionnelles (5)- Skil-Shimano - Agritubel - Landbouwkrediet-Tönissteiner - Wiesenhof-Felt - Chocolade Jacques-Topsport Vlaanderen |
| |

## Classement
| \| Classement général \| Classement général \| Classement général \| Classement général \| Classement général \| \| Coureur \| Coureur \| Pays \| Équipe \| Temps \| \| ------------------ \| ------------------- \| ------------------ \| ------------------------------- \| ------------------ \| \| 1er \| Stuart O'Grady \| Australie \| CSC \| 6 h 09 min 07 s \| \| 2e \| Juan Antonio Flecha \| Espagne \| Rabobank \| + 52 s \| \| 3e \| Steffen Wesemann \| Suisse \| Wiesenhof-Felt \| + 52 s \| \| 4e \| Björn Leukemans \| Belgique \| Predictor-Lotto \| + 53 s \| \| 5e \| Roberto Petito \| Italie \| Liquigas \| + 55 s \| \| 6e \| Tom Boonen \| Belgique \| Quick Step-Innergetic \| + 55 s \| \| 7e \| Roger Hammond \| Royaume-Uni \| T-Mobile \| + 55 s \| \| 8e \| Enrico Franzoi \| Italie \| Lampre-Fondital \| + 56 s \| \| 9e \| Kevin Van Impe \| Belgique \| Quick Step-Innergetic \| + 1 min 24 s \| \| 10e \| Fabio Baldato \| Italie \| Lampre-Fondital \| + 2 min 27 s \| \| 11e \| Lars Michaelsen \| Danemark \| CSC \| + 2 min 27 s \| \| 12e \| David Kopp \| Allemagne \| Gerolsteiner \| + 2 min 28 s \| \| 13e \| Leif Hoste \| Belgique \| Predictor-Lotto \| + 2 min 28 s \| \| 14e \| Matti Breschel \| Danemark \| CSC \| + 2 min 28 s \| \| 15e \| Ralf Grabsch \| Allemagne \| Team Milram \| + 2 min 28 s \| \| 16e \| Staf Scheirlinckx \| Belgique \| Cofidis-Le Crédit par Téléphone \| + 2 min 28 s \| \| 17e \| Vladimir Gusev \| Russie \| Discovery Channel \| + 2 min 28 s \| \| 18e \| Stijn Devolder \| Belgique \| Discovery Channel \| + 2 min 28 s \| \| 19e \| Fabian Cancellara \| Suisse \| CSC \| + 2 min 38 s \| \| 20e \| Marcus Burghardt \| Allemagne \| T-Mobile \| + 3 min 43 s \| |                     |             |                                 |                 |
| |                     |             |                                 |                 |
| |                     |             |                                 |                 |
| Classement général |                     |             |                                 |                 |
| Coureur | Coureur             | Pays        | Équipe                          | Temps           |
| 1er | Stuart O'Grady      | Australie   | CSC                             | 6 h 09 min 07 s |
| 2e | Juan Antonio Flecha | Espagne     | Rabobank                        | + 52 s          |
| 3e | Steffen Wesemann    | Suisse      | Wiesenhof-Felt                  | + 52 s          |
| 4e | Björn Leukemans     | Belgique    | Predictor-Lotto                 | + 53 s          |
| 5e | Roberto Petito      | Italie      | Liquigas                        | + 55 s          |
| 6e | Tom Boonen          | Belgique    | Quick Step-Innergetic           | + 55 s          |
| 7e | Roger Hammond       | Royaume-Uni | T-Mobile                        | + 55 s          |
| 8e | Enrico Franzoi      | Italie      | Lampre-Fondital                 | + 56 s          |
| 9e | Kevin Van Impe      | Belgique    | Quick Step-Innergetic           | + 1 min 24 s    |
| 10e | Fabio Baldato       | Italie      | Lampre-Fondital                 | + 2 min 27 s    |
| 11e | Lars Michaelsen     | Danemark    | CSC                             | + 2 min 27 s    |
| 12e | David Kopp          | Allemagne   | Gerolsteiner                    | + 2 min 28 s    |
| 13e | Leif Hoste          | Belgique    | Predictor-Lotto                 | + 2 min 28 s    |
| 14e | Matti Breschel      | Danemark    | CSC                             | + 2 min 28 s    |
| 15e | Ralf Grabsch        | Allemagne   | Team Milram                     | + 2 min 28 s    |
| 16e | Staf Scheirlinckx   | Belgique    | Cofidis-Le Crédit par Téléphone | + 2 min 28 s    |
| 17e | Vladimir Gusev      | Russie      | Discovery Channel               | + 2 min 28 s    |
| 18e | Stijn Devolder      | Belgique    | Discovery Channel               | + 2 min 28 s    |
| 19e | Fabian Cancellara   | Suisse      | CSC                             | + 2 min 38 s    |
| 20e | Marcus Burghardt    | Allemagne   | T-Mobile                        | + 3 min 43 s    |

### Classement UCI
La course attribue des points au classement UCI ProTour 2007 selon le barème suivant :
| Position           | 1er | 2e | 3e | 4e | 5e | 6e | 7e | 8e | 9e | 10e |
| Classement général | 50  | 40 | 35 | 30 | 25 | 20 | 15 | 10 | 5  | 1   |

Après cette sixième épreuve le classement est le suivant :

## Liste des participants
| CSC | Quick Step-Innergetic | Lampre-Fondital |
| - 1. Fabian Cancellara - 2. Matti Breschel - 3. Allan Johansen (A) - 4. Kasper Klostergaard - 5. Marcus Ljungqvist - 6. Lars Michaelsen - 7. Stuart O'Grady - 8. Luke Roberts (A)                                 | - 11. Tom Boonen - 12. Steven de Jongh - 13. Sébastien Rosseler - 14. Gert Steegmans (A) - 15. Matteo Tosatto (A) - 16. Kevin Van Impe - 17. Peter van Petegem - 18. Wouter Weylandt                      | - 21. Alessandro Ballan - 22. Fabio Baldato - 23. Daniele Bennati (A) - 24. Claudio Corioni (A) - 25. Paolo Fornaciari - 26. Enrico Franzoi - 27. Massimiliano Mori (A) - 28. Daniele Righi (A)                           |
| Rabobank | La Française des jeux | T-Mobile |
| - 31. Juan Antonio Flecha - 32. Jan Boven (A) - 33. Bram de Groot - 34. Rick Flens (A) - 35. Pedro Horrillo - 36. Dmitry Kozontchuk (A) - 37. Léon van Bon (A) - 38. Max van Heeswijk                             | - 41. Frédéric Guesdon - 42. Ludovic Auger (A) - 43. Sébastien Chavanel (A) - 44. Philippe Gilbert - 45. Timothy Gudsell (A) - 46. Thierry Marichal (A) - 47. Christophe Mengin - 48. Francis Mourey (A)  | - 51. Marcus Burghardt - 52. Eric Baumann (A) - 53. Lorenzo Bernucci - 54. Bernhard Eisel - 55. Bert Grabsch - 56. Roger Hammond - 57. Andreas Klier - 58. Servais Knaven                                                 |
| Predictor-Lotto | Cofidis | Milram |
| - 61. Leif Hoste - 62. Björn Leukemans - 63. Bert Roesems (A) - 64. Roy Sentjens - 65. Tom Steels - 66. Greg Van Avermaet - 67. Johan Vansummeren - 68. Wim Vansevenant                                           | - 71. Nick Nuyens (A) - 72. Kevin De Weert (A) - 73. Hervé Duclos-Lassalle (A) - 74. Michiel Elijzen (A) - 75. Mathieu Heijboer - 76. Sébastien Minard (A) - 77. Staf Scheirlinckx - 78. Tristan Valentin | - 81. Alessandro Cortinovis - 83. Ralf Grabsch - 84. Brett Lancaster (A) - 85. Martin Müller (A) - 86. Fabio Sabatini - 88. Niki Terpstra - 90. Marcel Sieberg                                                            |
| Skil-Shimano | Bouygues Telecom | Discovery Channel |
| - 91. Fabien Bacquet (HD) - 92. Maarten den Bakker - 93. Floris Goesinnen - 94. Clément Lhotellerie - 95. Christian Müller (A) - 96. Albert Timmer (A) - 97. Maarten Tjallingii - 98. Aart Vierhouten (A)         | - 101. Mathieu Claude (A) - 102. Andy Flickinger - 103. Yohann Gène - 104. Arnaud Labbe (A) - 105. Rony Martias - 106. Alexandre Pichot (A) - 107. Erki Pütsep - 108. Franck Renier (A)                   | - 111. Vladimir Gusev - 112. Fumiyuki Beppu (A) - 113. Volodymyr Bileka - 114. Antonio Cruz (A) - 115. Steve Cummings (A) - 116. Stijn Devolder - 117. Tomas Vaitkus (A) - 118. Matthew White (A)                         |
| Liquigas | Caisse d'Épargne | Agritubel |
| - 121. Magnus Bäckstedt - 122. Michael Albasini (A) - 123. Mauro Da Dalto (A) - 124. Aliaksandr Kuschynski (A) - 125. Roberto Petito - 126. Filippo Pozzato - 127. Alessandro Vanotti - 128. Frederik Willems (A) | - 131. Florent Brard - 132. Éric Berthou (A) - 133. Imanol Erviti - 134. José Vicente García Acosta (A) - 135. Nicolas Portal (A) - 137. José Joaquín Rojas                                               | - 141. Linas Balčiūnas (A) - 142. Aivaras Baranauskas - 143. Émilien-Benoît Bergès (A) - 144. Cédric Coutouly (A) - 145. Hans Dekkers (HD) - 146. Mikel Gaztañaga (HD) - 147. Anthony Ravard (A) - 148. Benoît Sinner (A) |
| Gerolsteiner | Crédit agricole | AG2R Prévoyance |
| - 151. Thomas Fothen (A) - 152. Oscar Gatto (A) - 153. Heinrich Haussler (A) - 154. David Kopp - 155. Sven Krauss - 156. Tom Stamsnijder - 157. Carlo Westphal - 158. Peter Wrolich                               | - 161. Thor Hushovd - 162. László Bodrogi (A) - 163. William Bonnet - 164. Julian Dean (HD) - 165. Jimmy Engoulvent (A) - 166. Angelo Furlan (A) - 167. Sébastien Hinault (A) - 168. Christophe Laurent   | - 171. Martin Elmiger - 172. Rene Mandri (A) - 173. Laurent Mangel (A) - 174. Jean-Patrick Nazon (A) - 175. Stéphane Poulhiès - 176. Christophe Riblon (A) - 177. Nicolas Rousseau - 178. Alexandre Usov                  |
| Saunier Duval-Prodir | Euskaltel-Euskadi | Landbouwkrediet - Tönissteiner |
| - 181. Francisco Ventoso (A) - 182. Raúl Alarcón - 183. Raivis Belohvoščiks - 184. Jesús del Nero Montes (A) - 185. Arkaitz Durán (A) - 186. Ángel Gómez - 188. Luciano Pagliarini (A)                            | - 191. Andoni Aranaga (A) - 192. Koldo Fernández - 193. Iban Iriondo - 194. Markel Irizar - 195. Andoni Lafuente (A) - 197. Alan Pérez Lazaun (A) - 198. Unai Uribarri (A)                                | - 201. David Boucher (A) - 202. Frédéric Amorison (A) - 203. Sjef De Wilde (HD) - 204. Frédéric Gabriel (A) - 205. Jan Kuyckx - 206. Filip Meirhaeghe - 207. Kevin Neyrinck (A) - 208. Wouter Van Mechelen                |
| Astana | Wiesenhof-Felt | Chocolade Jacques - Topsport Vlaanderen |
| - 211. Koen de Kort - 212. René Haselbacher (A) - 213. Benoît Joachim (A) - 214. Aaron Kemps (A) - 215. Alexey Kolessov (A) - 216. Guennadi Mikhailov - 217. Grégory Rast - 218. Michael Schär (A)                | - 221. Steffen Wesemann - 222. Artur Gajek (A) - 223. Bastiaan Giling - 224. Jörg Ludewig - 225. Felix Odebrecht (A) - 226. Olaf Pollack - 227. Steffen Radochla (A) - 228. Robert Wagner                 | - 231. Niko Eeckhout - 232. Steven Caethoven - 233. Glenn D'Hollander (A) - 234. Pieter Ghyllebert (A) - 235. Kurt Hovelijnck (A) - 236. Kenny Lisabeth (A) - 237. Bart Vanheule (A) - 238. Evert Verbist                 |

A : Abandon ; HD : Hors délai.